# Algebra liniowa

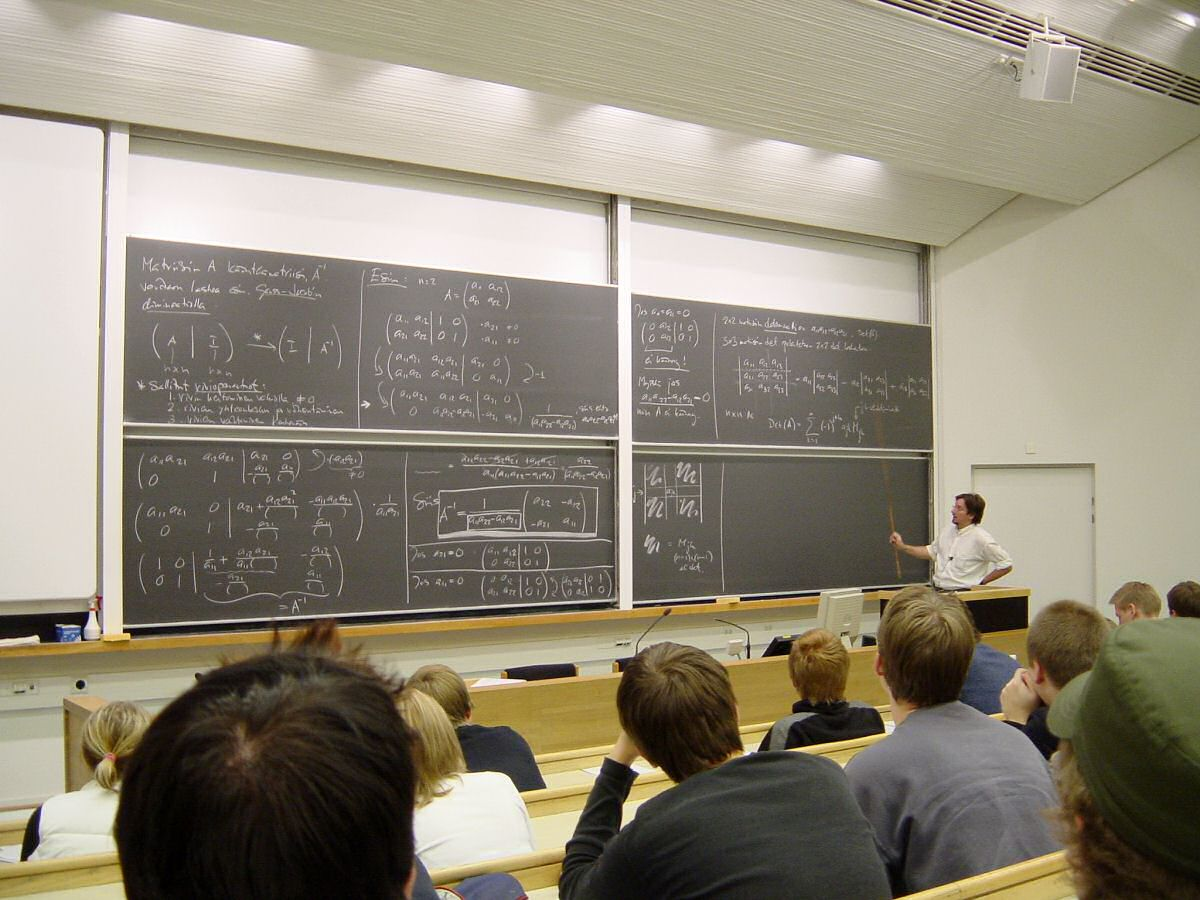
Wykład dotyczący podstaw algebry macierzy

Algebra liniowa – dział algebry opisujący przestrzenie liniowe i inne moduły, zwłaszcza skończonego wymiaru, a także blisko powiązane tematy jak układy równań liniowych i macierze. Algebra liniowa obejmuje przez to zarówno elementy algebry elementarnej, jak i abstrakcyjnej.
Algebra liniowa jest narzędziem różnych dziedzin matematyki oraz innych nauk, zwłaszcza empirycznych i technicznych. Do jej pojęć i twierdzeń odwołują się teoria liczb, geometria, inne obszary algebry, analiza matematyczna z równaniami różniczkowymi i tematy o licznych zastosowaniach jak programowanie liniowe. Fizyka teoretyczna korzysta ze wspomnianych dyscyplin, wiele jej wielkości to wektory i tensory, a mechanika kwantowa jest formalizowana jako teoria pewnego typu przestrzeni wektorowych (przestrzeń Hilberta).  W ekonomii algebra liniowa dostarcza metod modelowania i rozwiązywania problemów związanych z alokacją zasobów. Macierze są też podstawą niektórych technik kryptograficznych i technologii informatycznych jak sieci neuronowe i uczenie maszynowe.
Podstawowe problemy zaliczane do tej dziedziny – jak układ dwóch równań liniowych zmiennych rzeczywistych – postawiono i rozwiązano już w starożytności. W nowożytności nastąpiły intensywny rozwój jej pojęć, wyodrębnienie tej dziedziny i nazwanie jej. Niektóre wyniki z jej pogranicza opublikowano dopiero w II połowie XX wieku – przykładem jest algorytm Strassena. W XXI wieku algebra liniowa bywa uznawana za poznaną dość dobrze, jednak istnieje całe towarzystwo naukowe jej poświęcone, wydające czasopisma na jej temat i przyznające nagrody za jej rozwój.

## Zagadnienia
Algebra liniowa zawiera teorie:
- form kwadratowych,
- macierzy,
- homomorfizmów (przekształceń liniowych)  między przestrzeniami liniowymi,
- przekształceń dwuliniowych (np. iloczyn skalarny)
- przekształceń antyliniowych (np. iloczyn skalarny w przestrzeniach zespolonych)
- przekształceń półtoraliniowych,
- przekształceń wieloliniowych.

## Naukowcy
Tej dziedzinie algebry przysłużyli się między innymi:

- Isaac Newton (1643–1727)
- Gottfried Wilhelm Leibniz (1646–1716)
- Seki Takakazu
- Gabriel Cramer (1704–1752)
- Alexandre-Théophile Vandermonde
- Pierre Simon de Laplace (1749–1827)
- Augustin Louis Cauchy (1789–1857)
- William Rowan Hamilton (1805–1865)
- Hermann Grassmann (1809–1877)
- James Joseph Sylvester (1814–1897)
- Arthur Cayley (1821–1895)
- Leopold Kronecker (1823–1891)
- Marie Ennemond Camille Jordan (1838–1922)
- Alfredo Capelli (1855–1910)
- Giuseppe Peano (1858–1932)
- Hermann Weyl (1885–1955)
- Volker Strassen (1936–)